# 榊健滋
榊健滋，日本女性漫畫家。丈夫是漫畫家宇須田京介。

## 作品列表
- （短篇，《赤丸Jump》2005 SPRING）
- （短篇，《Jump the REVOLUTION!2006》）
- Enigma謎（初連載，《週刊少年Jump》2010年41號－2011年47號、全7卷）
- 樂園條例（楽園条例（パラディス・ルール））《少年Jump NEXT!》2012 AUTUMN、全1話
- 愛之死亡測試者（ラブデスター）《少年Jump+》2015年2月25日－2018年4月25日、全12卷
- 深東京（深東京）《少年Jump+》2022年5月29日－2024年12月29日、全12卷